# Eremoplana
Eremoplana är ett släkte av bönsyrsor. Eremoplana ingår i familjen Mantidae.
Kladogram enligt Catalogue of Life:
| Eremoplana | \| \| Eremoplana guérini \| \| \| \| \| \| Eremoplana infelix \| \| \| \| |
|            | \| \| Eremoplana guérini \| \| \| \| \| \| Eremoplana infelix \| \| \| \| |
|            | Eremoplana guérini                                                        |
|            |                                                                           |
|            | Eremoplana infelix                                                        |
|            |                                                                           |